# Понтјаков рат
Понтјаков рат (1763-1766), оружани сукоб између британских колонија у Северној Америци и племенског савеза америчких Индијанаца између Великих језера и реке Мисисипи. Рат је добио име по Понтјаку, ратном поглавици племена Отава.

## Позадина
У Француском и индијанском рату (1756-1760) територија Канаде прешла је из руку краљевине Француске под власт Британске империје. Већина индијанских племена из области Великих језера борила се у том рату на страни Француза, и после британске победе нашли су се на британској територији, а тврђаве Европљана са којима су индијанска племена трговала прешле су под британску управу. Ову промену колонијалне власти Индијанци су непосредно осетили: уместо благе и посредне француске управе, која се ослањала на сарадњу са локалним племенима и подмићивање поглавица поклонима у храни и роби (пре свега ватреном оружју и муницији), британске колонијалне власти одлучиле су се за непосредну војну окупацију и покоравање урођеника силом.

## Рат
Након што је обустављање поклона Индијанцима изазвало незадовољство и немире, британска војска запретила је потпуним прекидом трговине и покушала да ухапси њихове вође. У одговор, племе Отава, које је живело између језера Ири и Хјурон, северно од реке Детроит, подигло се на устанак у савезу са још 18 племена између Великих језера и реке Мисисипи.